# Juxtasilus capensis
Juxtasilus capensis là một loài ruồi trong họ Asilidae. Juxtasilus capensis được Londt miêu tả năm 1979. Loài này phân bố ở vùng nhiệt đới châu Phi.